# Округ Туолуми (Калифорнија)
Туолуми (енгл. Tuolumne County) је округ у америчкој савезној држави Калифорнија.

## Демографија
По попису из 2010. године број становника је 55.365, што је 864 (1,6%) становника више него 2000. године.
| Група             | 2000.          | 2010.          |
| Белци             | 46.377 (85,1%) | 45.325 (81,9%) |
| Афроамериканци    | 1.146 (2,1%)   | 1.143 (2,1%)   |
| Азијати           | 395 (0,7%)     | 572 (1,0%)     |
| Хиспаноамериканци | 4.445 (8,2%)   | 5.918 (10,7%)  |
| Укупно            | 54.501         | 55.365         |